# Sergio Ciani
Sergio Ciani (meist bekannt als Alan Steel; * 7. September 1935 in Rom; † 5. September 2015 ebenda) war ein italienischer Bodybuilder und Schauspieler.

## Leben
Ciani begann seine Karriere beim Film 1958 als Double von Steve Reeves und nahm für seine bald folgenden Rollen als Darsteller das Pseudonym Alan Steel an. Als einer der wenigen einheimischen Darsteller der italienischen Peplum-Filme verkörperte er einige Male Serienhelden wie Maciste oder Ursus. Nach dem Niedergang der Sandalenfilme setzte er für einige Zeit seine Karriere in Italowestern, Horrorfilmen und anderer Genreware bis 1979 fort. Gelegentlich produzierte und schrieb er seine Filme selbst.
Seit Mitte der 1970er Jahre spielte Ciani auch auf der Bühne, wobei er u. a. mit Giorgio Strehler arbeitete. Seit den 1990er Jahren war er als Sprechtrainer in Rom tätig.
Ein weiterer Künstlername Cianis war John Wyler. Ciani starb zwei Tage vor seinem 80. Geburtstag in Ostia.

## Filmografie (Auswahl)
- 1959: Herkules und die Königin der Amazonen (Ercole e la regina di Lidia)
- 1961: Herkules im Netz der Cleopatra (Sansone)
- 1962: Der Kampf der Makkabäer (Il vecchio testamento)
- 1962: Kampf der Giganten (Ursus gladiatore ribelle)
- 1962: Samson, Befreier der Versklavten (La furia di Ercole)
- 1962: Zorro gegen Maciste – Kampf der Unbesiegbaren (Zorro contro Maciste)
- 1964: Don Ramiro hat verspielt (Golia contro il cavaliere mascherato)
- 1964: Herkules – Rächer von Rom (Ercole contro Roma)
- 1964: Samson gegen die Korsaren des Teufels (Sansone contro il Corsaro nero)
- 1964: Samson und der Schatz der Inkas (Sansone e il tesoro degli Incas)
- 1964: Die Stunde der harten Männer (Ercole, Sansone, Maciste e Ursus gli invincibili)
- 1964: Die unbesiegbaren Drei (Gli invincibili tre)
- 1968: Mein Leben für die Rache (Sapevano solo uccidere)
- 1973: Küçük Kovboy
- 1973: Sing mir das Lied der Rache (Mi chiamavano 'Requiescat'… ma avevano sbagliato) (auch Produzent)
- 1973: Drei Nonnen auf dem Weg zur Hölle (Più forte sorelle) (nur Produzent)
- 1976: Zwei linke Brüder auf dem Weg zur Hölle (Storia di arcieri, pugni e occhi neri)